# Ornithodira
Ornithodira ('vogelnekken') is de naam voor een klade van reptielen die in 1986 door Gauthier gegeven werd voor de monofyletische groep die zowel de Dinosauria als de Pterosauria omvat. In de jaren tachtig werd door velen aangenomen dat beide groepen nauw verwant zijn. In 1991 gaf Paul Sereno een, potentieel ruimere, definitie: de groep bestaande uit de laatste gemeenschappelijke voorouder van de Pterosauria, de Dinosauromorpha, inclusief Aves, en Scleromochlus en al zijn afstammelingen. Benton gaf in 2004 een gelijkaardige definitie, maar nu zonder Scleromochlus, dus overeenkomend met de oorspronkelijke bedoeling van Gauthier.
Het hele concept is sterk aan de hypothese verbonden dat de pterosauriërs en dinosauriërs nauw verwante groepen zijn. Mocht dat niet zo zijn — en er zijn sinds de jaren tachtig niet heel veel gegevens ontdekt die de hypothese ondersteunen — dan wordt de naam waardeloos. Men zou het concept kunnen herdefiniëren als stamklade met andere ankersoorten naast de dinosauriërs dan de pterosauriërs alleen, maar de associatie met de hypothese is zo sterk dat men er dan meestal voor kiest een ander concept te gebruiken: Avemetatarsalia. Aangezien een stamklade in de theorievorming over de evolutie van de Archosauria een nuttiger concept is, ziet Sereno tegenwoordig af van het begrip Ornithodira.
De meeste synapomorfieën die men voor de groep aangeeft, liggen in het enkelcomplex. Als pterosauriërs en dinosauriërs beide archosauriërs zijn, dan onderscheiden ze zich van de rest van die groep door het bezit van een enkelvoudig scharniervlak in de enkel. Het belang hiervan is sterk afgenomen doordat de laatste analyses aantonen dat de Ornithosuchidae, die een meervoudig scharniervlak hebben, tot de Crurotarsi behoren — die deze eigenschap ook hebben — en niet nauwer aan de dinosauriërs verwant zijn, zoals eerder werd aangenomen. Dat verhoogt de plausibiliteit van het mogelijke alternatief, dat het meervoudige scharniervlak de afgeleide vorm is en de toestand bij dinosauriërs en pterosauriërs een symplesiomorfie die weinig over hun verwantschap zegt.